# Heterachthes polingi
Heterachthes polingi är en skalbaggsart som först beskrevs av Henry Clinton Fall 1925.  Heterachthes polingi ingår i släktet Heterachthes och familjen långhorningar. Inga underarter finns listade i Catalogue of Life.